# 1968 au Manitoba
Chronologie du Manitoba
- 1964
- 1965
- 1966
- 1967
- 1968
- 1969
- 1970
- 1971
- 1972

Cette page concerne des événements d'actualité qui se sont produits durant l'année 1968 dans la province canadienne du Manitoba.

## Politique
- Premier ministre : Walter Weir
- Chef de l'Opposition :
- Lieutenant-gouverneur : Richard S. Bowles
- Législature :

## Naissances
- Jayson Tyler Brûlé (né à Winnipeg dans le Manitoba) est un journaliste, entrepreneur et éditeur de magazines d'origine canadienne, dont Wallpaper*.

- 13 août : Talmage Bachman dit « Tal » (né à Winnipeg) est un auteur-compositeur-interprète et musicien canadien basé à Vancouver, en Colombie-Britannique. Il est surtout connu pour son tube de la fin 1999, She's So High, issu de son album de 1999.

- 21 novembre : Tamara Gorski, née à Winnipeg est une actrice canadienne jouant principalement pour la télévision dans des téléfilms et des séries télévisées.

## Décès
- 28 octobre : Konrad Johannesson (né le 10 août 1896 à Glenboro au Canada — mort à Winnipeg[1]) était un joueur canadien de hockey sur glace qui évoluait au poste de défenseur.